# Challenger de Guayaquil 2015
El torneo Challenger Ciudad de Guayaquil 2015 fue un torneo profesional de tenis. Pertenece al ATP Challenger Series 2015. Se jugó su 11.ª edición sobre superficie de tierra batida, en Guayaquil, Ecuador entre el 2 y el 7 de noviembre.

## Distribución de puntos
| Evento               | G  | F  | SF | CF | Ronda de 16 | Ronda de 32 |
| Individual masculino | 90 | 55 | 33 | 17 | 8           | 0           |
| Dobles masculino     | 90 | 55 | 33 | 17 | 8           | —           |

## Actuación de los jugadores en el torneo
Individual masculino
| Campeón                        | Campeón               | Finalista            | Finalista               |
| ------------------------------ | --------------------- | -------------------- | ----------------------- |
| Pablo Cuevas [1]               | Pablo Cuevas [1]      | Paolo Lorenzi [2]    | Paolo Lorenzi [2]       |
| Eliminados en semifinales      |                       |                      |                         |
| Guido Pella                    | Guido Pella           | Renzo Olivo [Q]      | Renzo Olivo [Q]         |
| Eliminados en Cuarto de Final  |                       |                      |                         |
| Facundo Argüello               | Diego Schwartzman [3] | Guido Andreozzi [Q]  | Pere Riba               |
| Eliminados en la Segunda Ronda |                       |                      |                         |
| Roberto Carballés              | Gonzalo Lama          | José Hernández       | Daniel Muñoz de La Nava |
| Horacio Zeballos [6]           | Pedro Cachin [Q]      | Martín Alund         | Giovanni Lapentti [WC]  |
| Eliminados en la Primera Ronda |                       |                      |                         |
| Grzegorz Panfil [Q]            | Nicolás Jarry         | Gonzalo Escobar [WC] | Máximo González [7]     |
| Jason Kubler                   | Hans Podlipnik        | Andrés Molteni       | Facundo Bagnis [8]      |
| Duilio Beretta [LL]            | Guilherme Clezar      | Jordi Samper-Montaña | Alejandro González [4]  |
| Joao Souza [5]                 | Diego Quiroz [WC]     | Juan Ignacio Lóndero | Bjorn Fratangelo        |

## Cabezas de serie
1. Diego Schwartzman
2. Damir Džumhur
3. Guido Pella
4. Facundo Argüello
5. Roberto Carballés Baena
6. Rogério Dutra da Silva
7. Kimmer Coppejans
8. Carlos Berlocq

## Campeones

### Individual masculino
- Gastão Elias vence a  Diego Schwartzman [1], 6-0, 6-4.

### Dobles masculino
- Guillermo Durán /  Andrés Molteni [1] vencen a  Gastão Elias /  Fabricio Neis [2], 6-3, 6-4